# Hit Mania Dance Champions 2022
Hit Mania Dance Champions 2022 New Talent è una compilation di artisti vari facente parte della serie Hit Mania pubblicata il 29 Aprile 2022.
Dopo due anni di assenza, ritorna il volume primaverile con 2 CD e tra questi troviamo il CD1: "Hit Mania Dance Champions 2022 - New Talent" e il CD2: "Hit Mania Dance Champions 2022 - New Talent Club Version".
La compilation è stata mixata da DJ Falaska, Mr. Leo, Stefano Maggio e Lex Ollom.
La copertina è stata curata e progettata da Gorial.

## Tracce CD1
1. Zeroone - Hiffaya (HM Version)
2. Magical Music - Tropical Dance (HM Version)
3. Indra León feat. Devid Morrison - Human Signs (HM Version)
4. MC Groove & Cicco DJ - Make Your Move (HM Version)
5. Monaus feat. Stem - New Life (Extended Mix)
6. Bedas & Coppola - All My Love (HM Version)
7. GLADIAH - Ego-Insta
8. Luca Marchetta - Mama Said (HM Version)
9. Mr. Leo - Work My Body (Extended Mix)
10. Naxos - Bring Me Alone (HM Version)
11. Eugenio Colombo & Joe C - Your Love, pt 2
12. Jacopo Galeazzi - Don't Waste The Moment (HM Version)
13. Peter Torre - Still In My Heart
14. Popsim & Steven May - What U Plan (HM Version)
15. Mr.Animal & Adalwolf feat. Daniele Iacucci - Without U
16. Luca Mollo & Notaris feat. Desiree Manfredi - Last Pon The Sky (HM Version)
17. Gian3ro - I Love You (HM Version)
18. Falaska Contest feat. Dhany - Running
19. DJ Leetler - Oh No!
20. Carella & Pony Lu - Cari Mama Muda (Senorita Joven) (HM Version)
21. Matteo Candura feat. Elexis Ansley - Already Home
22. Vivian Darkangel - Dead Or Alive
23. Paoletto Castro & Milla Sing - Can You Feel It
24. Barracruda - Iride

## Tracce CD2
1. Dəiv - (I'M A) Stranger
2. Two Fools - Alone
3. Nico Zandolino, Georgia Octavia - Part Of Me
4. Librae - I Know
5. The Housemaids - A Place Where To Go
6. Rizzo DJ, Stefan Vegas - It Back Against
7. Javi Record - Flow (HM Version)
8. Vicenza 9 You're Gone
9. Rebel Youth - All Time (HM Version)
10. Tim Chambers - Bring Love Again (HM Version)
11. Studio Enjoy, Kosimo, SWS - Ghost (HM Version)
12. Gold Boy - Let's Drink (HM Version)
13. Diamond feat. A.I. Kitty - Paradise (HM Version)
14. Sandy - After My Piano (HM Version)
15. Dirty Nick, Armando feat. Julia Joy - All I Nee Is Your Love
16. Fabien Pizar, Francesco Cipolli feat. Ashley Gee - Let The Rhythm Take Control
17. Electro Flow - A Memory (HM Version)
18. Valentino Favetta - Walking
19. Kamaya - Catch Me (HM Version)
20. Lemony - Bite Me Strong (HM Version)
21. Virgen - Cash And Women (HM Version)
22. Rihanon Fergunson - Delirious Crowd (HM Version)
23. Black Wolf - A Lot Of Noise (HM Version)
24. Kiro B. - Everyday (HM Version)

## Curiosità
Era dall'edizione Champions del 2000 che la scritta Hit Mania Dance non fosse colorata di celeste (anziché rosso come sarebbe da logo).